# El Fontanar
El Fontanar es una aldea de la Campiña Sur, que forma parte del municipio de Santaella, provincia de Córdoba, Andalucía, España. Según el último censo, en el año 2008 contaba con una población de 287 habitantes. Sus coordenadas geográficas son 37°35′″N, 4°45′″O. Se encuentra situada a una altitud de aproximadamente 250 m s. n. m. y a unos 50 km de la capital cordobesa.

## Fiestas
A finales de mayo se celebran las fiestas en honor a nuestra patrona, que es La Virgen de los Desamparados.